# Xiropígado
Xiropígado (grec moderne : Ξηροπήγαδο) est une localité située dans le dème de Cynourie-du-Nord, dans le district régional d'Arcadie, dans la périphérie du Péloponnèse, en Grèce.
Selon le recensement de 2021, elle compte 309 habitants.

## Géographie
Xiropígado est situé au pied du mont Zàvitsa, à la limite entre Argolide et l'Arcadie

## Monuments
Le village a deux églises, Agia Marina et l'Annonciation de la Vierge (connue sous le nom de Vangelistra).

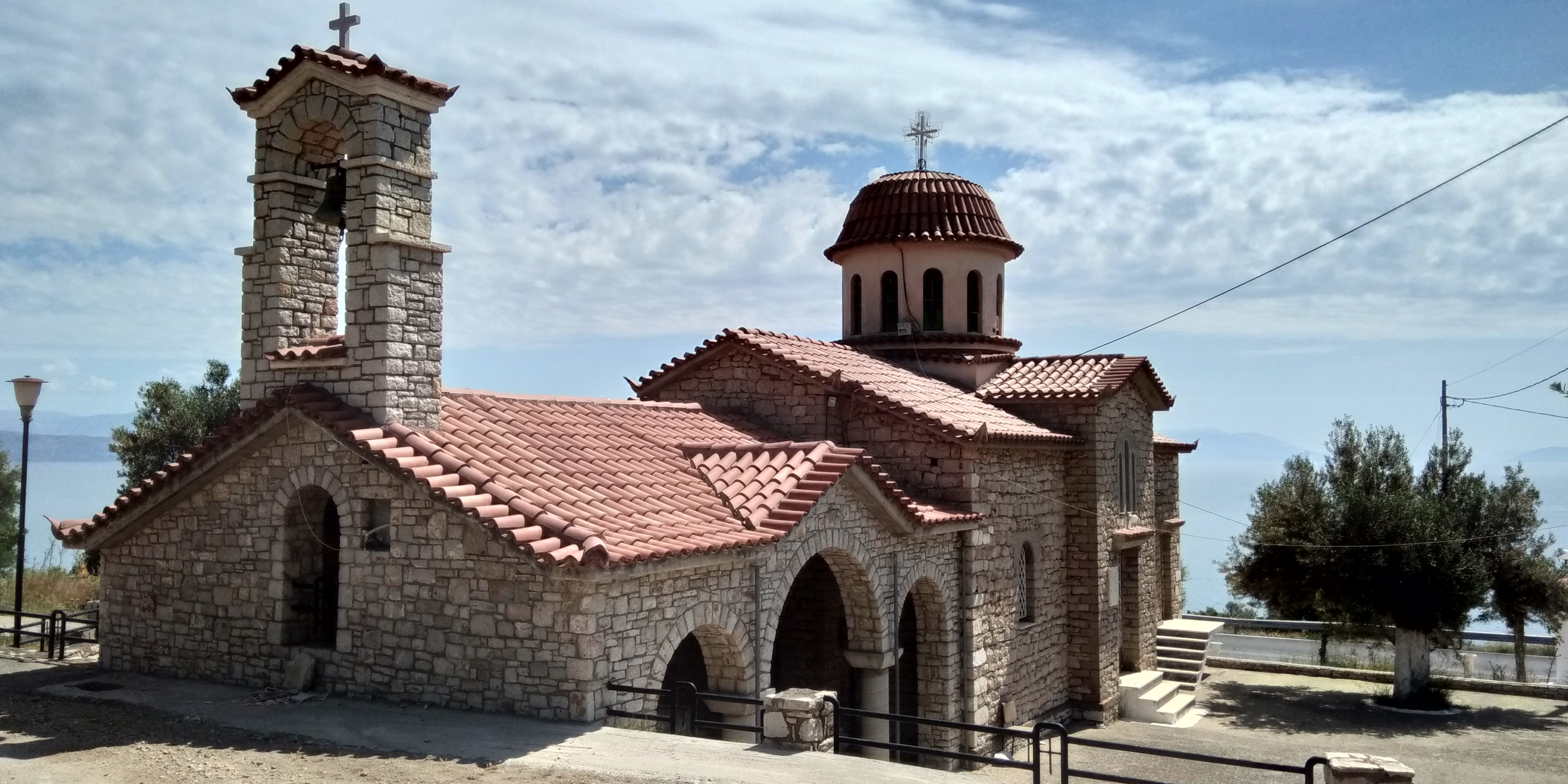
Église de Metamorfosi, au nord de Xiropígado
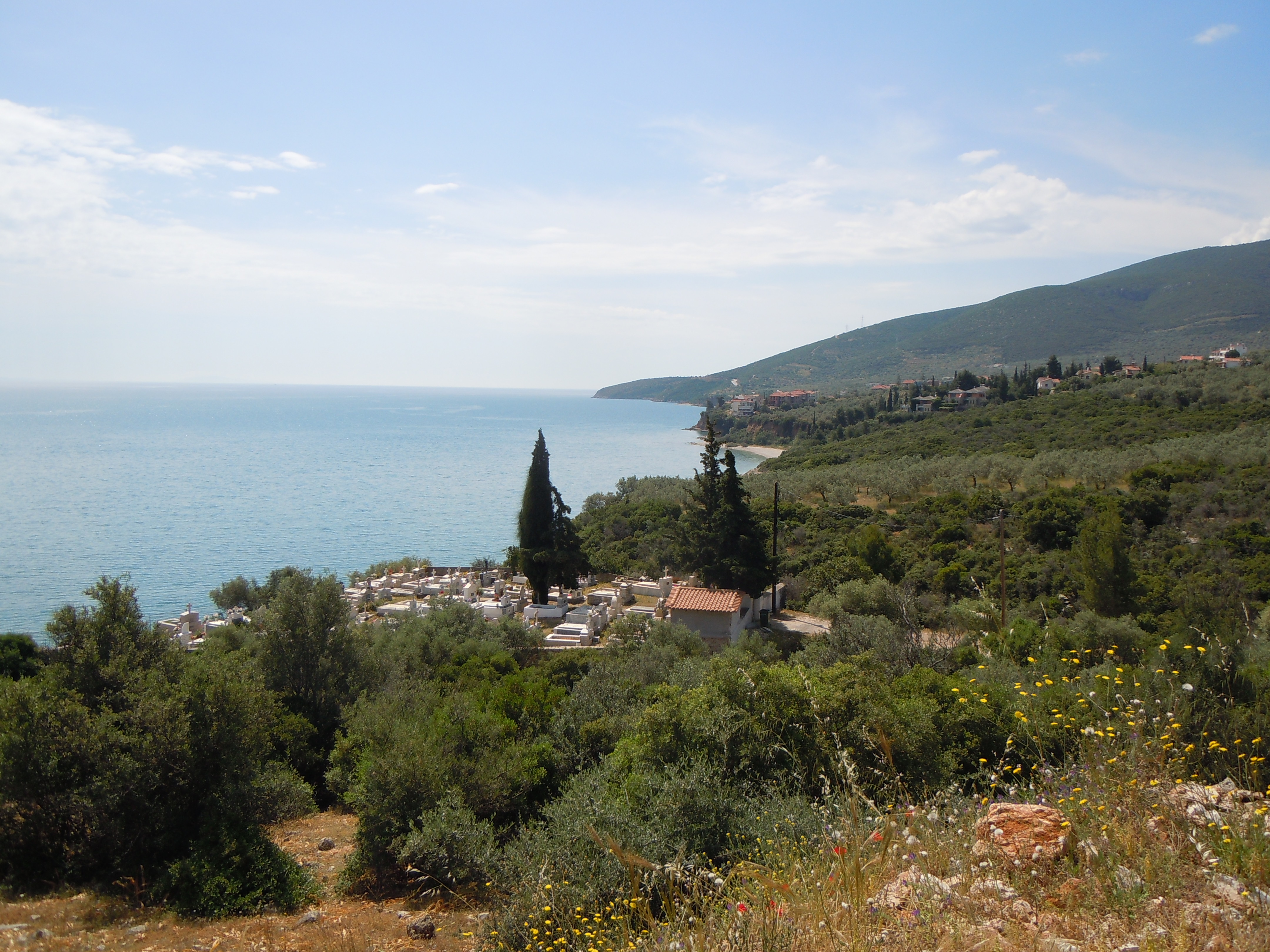
Vue de la côte au nord de Xeropigado